# Karen Paquin
Karen Paquin (3 de agosto de 1987) é uma ruguebolista de sevens canadense, medalhista olímpica.

## Carreira
Karen Paquin integrou o elenco da Seleção Canadense Feminina de Rugby Sevens medalha de bronze na Rio 2016.